# Phylloscopus trochiloides
O pica-pau-de-barriga-verde (Phylloscopus trochiloides) é um pica-pau que se reproduz no noroeste da Europa e na Ásia continental temperada ou tropical. Esta ave é fortemente migratória e passa o inverno na Índia. É comum vê-los como aves errantes na primavera ou no início do outono na Europa Ocidental e chegam anualmente à Grã-Bretanha. Na Europa Central encontra-se um grande número de exemplares errantes em alguns anos; alguns deles podem permanecer lá para se reproduzir, como alguns pares na Alemanha fazem todos os anos.
Como todos os pica-paus, era anteriormente classificado na categoria de "toutinegras do Velho Mundo", mas agora pertence à família Phylloscopidae. O nome do género Phylloscopus vem do grego antigo phullon, 'folha' e skopos, 'investigador' (de skopeo, 'olhar'). O termo específico trochiloides também vem do grego antigo trokhalos, 'inclinado e -oids 'semelhante, devido à sua semelhança com o felosa-musical, ' ' P . trochilus.